# Doug Stone
Doug Stone (nacido Douglas Jackson Brooks; 19 de junio de 1956) es un cantante y compositor estadounidense de música country . Debutó en 1990 con el sencillo " I'd Be Better Off (In a Pine Box) ", el primer lanzamiento de su álbum debut homónimo de 1990 para Epic Records. Tanto este álbum como su sucesor, "I Thought It Was You" de 1991 , obtuvieron una certificación de platino de la Recording Industry Association of America.
Stone ha incluido veintiséis sencillos en la lista Hot Country Songs , y su mayor éxito se produjo entre 1990 y 1995. Es conocido por su sonido country neotradicionalista y sus frecuentes grabaciones de baladas .

## Vida personal
Stone se casó con su segunda esposa, Carie Cohen, en 1982. La pareja se separó en julio de 1994, y Cohen solicitó el divorcio dos meses después, acusando a Stone de abuso de alcohol e infidelidad. Se casó con Beth Snyder en diciembre de 1996 después de estar comprometido con ella durante un año. En 2005, tenía una hija con Beth y cuatro hijos de sus matrimonios anteriores. Stone se separó de Snyder a fines de 2006 y regresó a su hogar en Georgia.
El 29 de marzo de 2015, Stone se casó con la violinista Jade Jack en Greenville, Texas, y ambos tienen una hija juntos, nacida el 14 de abril de 2016.

## Discografía
Albums
- Doug Stone (1990)
- I Thought It Was You (1991)
- From the Heart (1992)
- The First Christmas (1992)
- More Love (1993)
- Greatest Hits, Vol. 1 (1994)
- Faith in Me, Faith in You (1995)
- Make Up in Love (1999)
- The Long Way (2002)
- In a Different Light (2005)
- My Turn (2007)

### Número uno en las listas deBillboard
- "In a Different Light" (1 semana, 1991)
- "A Jukebox With a Country Song" (2 semanas, 1991-1992)
- "Too Busy Being in Love" (1 semana, 1992-1993)
- "Why Didn't I Think of That" (1 semana, 1993)

## Filmografía
| Año  | Título | Rol              | Notas                        |
| ---- | ------ | ---------------- | ---------------------------- |
| 1995 | Gordy  | Luke MacAllister | Película de comedia familiar |